# Abul Wafa

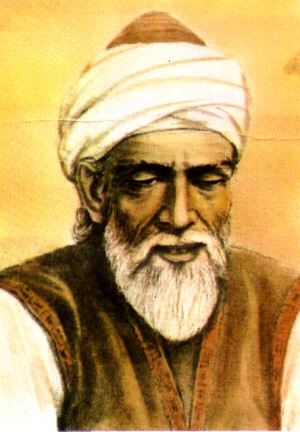
Buzjani was een Perzische wiskundige en astronoom

Abu'l-Wafa Mohammed ibn-Mohammed ibn-Yahya ibn-Ismail Buzjani (geboren 940 te Buzjan in de regio Khorasan, in het huidige Iran, gestorven 998 te Bagdad) was een Perzische wiskundige en astronoom die een belangrijke bijdrage deed aan de driehoeksmeetkunde.
Abu'l-Wafa woonde in Perzië in de tijd van de opkomst van de islamitische Boejjiden-dynastie, die heerste tussen de grote veroveringen van de Arabische en Turkse stammen.
Abu'l-Wafa was kortstondig verbonden aan een astronomisch observatorium dat in 988 geopend werd in het paleis van de kalief in Bagdad. Hoewel het observatorium geen lang leven beschoren was, was Abu'l-Wafa in staat om er een aantal belangrijke bijdragen aan de astronomie te leveren, waaronder de ontwikkeling van een kwadrant van 6 vierkante meters om de bewegingen van de sterren in te volgen en om hun hoogte aan de hemel mee te meten. Hij had ook de beschikking over het stenen sextant van het observatorium, dat 18 meter mat.
Als onderdeel van zijn onderzoek had Abu'l-Wafa gegevens nodig over de verhoudingen van de lengten van zijden van rechte driehoeken. Hij kwam tot een regel over verhoudingen en introduceerde zo de tangens-functie, die een basis is van de moderne geometrie. Van deze functie stelde hij ook functietabellen op, waarbij hij de tangens vastlegde van alle hoeken met een interval van {\displaystyle {\frac {1}{24}}} graad. Zijn tabellen waren accuraat tot op 8 decimalen, veel beter dan de vergelijkbare tabellen van Ptolemeus.
Hij wist ook een aantal wetten uit de geometrie te ontdekken en bewijzen, waaronder:
{\displaystyle \sin(a+b)=\sin(a)\cos(b)+\cos(a)\sin(b)}
{\displaystyle \cos(2a)=1-2\sin ^{2}(a)}
{\displaystyle \sin(2a)=2\sin(a)\cos(a)}
Ook ontdekte hij de sinusregel van de boldriehoeksmeting:
{\displaystyle {\frac {\sin(A)}{\sin(a)}}={\frac {\sin(B)}{\sin(b)}}={\frac {\sin(C)}{\sin(c)}}}
Abu'l-Wafa schreef tijdens zijn loopbaan verschillende boeken, naast de in zijn vak gebruikelijke commentaren op de werken van Euclides, Diophantus en al-Khwarizmi. Tot zijn eigen werken behoren verschillende werken gericht op niet-wiskundigen, waaronder Kitab fi ma yahtaj ilayh al-kuttab wa'l-ummal min 'ilm al-hisab (Boek aangaande hetgeen nodig is te weten van wetenschap en rekenkunde voor de schrijver en zakenman, geschreven ergens tussen 961 en 976). Dit boek uit zeven delen, elk met zeven hoofdstukken, maakt geen gebruik van de Indische numeralen van de wiskundige maar leert rekenen aan met de vingertel-methode en maakt gebruik van hoofdrekenen. De behandelde onderwerpen omvatten
1. Deel I: Verhoudingen
2. Deel II: Vermenigvuldiging en deling (met gehele en fractionele getallen)
3. Deel III: Mensuratie (goniometrie, de oppervlakte en inhouden van lichamen)
4. Deel IV: Belastingen (als in staatsbelastingen)
5. Deel V: Wisselkoersen en waardepapieren
6. Deel VI: Losse onderwerpen (waaronder munteenheden, soldijberekeningen, beslissingen over vergunningen voor schepen en handelsreizigers)
7. Deel VII: Andere, zakelijke onderwerpen

Interessant is dat hij, zelfs in een dergelijk werk van praktische aard, een duidelijke uiteenzetting gaf van de behandeling van negatieve getallen.
Daarnaast hield hij zich bezig met andere onderwerpen uit de theoretische wiskunde, waaronder constructies van parabolen, reguliere polygonen en driehoeksconstructies. Hij deed veel werk aan constructies met passer en liniaal, waarbij hij aanried om vaste passers (passers met een vaste hoek) te gebruiken omdat dit de nauwkeurigheid van het resultaat bevorderde. Ook dit gedeelte van zijn werk had echter een praktische toepassing en resulteerde in een boek gericht aan houtbewerkers en andere vaklieden aangaande constructies en instrumentarium.
Ten slotte observeerde hij ook de maan. Om deze reden is er een maankrater naar hem vernoemd.
- Bibliothèque nationale de France: cb165594485 (data)
- CiNii: DA14526719
- Gemeinsame Normdatei: 102419213
- International Standard Name Identifier: 0000 0000 8454 3125
- Library of Congress Control Number: n89120201
- Nationale Bibliotheek van Israël: 987007372504405171
- Nederlandse Thesaurus van Auteursnamen: 090837932
- Réseau des bibliothèques de Suisse occidentale: 02-A027484739
- Istituto Centrale per il Catalogo Unico: VEAV466002
- Système universitaire de documentation: 118702882
- Virtual International Authority File: 90065177
- WorldCat: E39PBJtcDjbRTxVdgMGq8YkCcP

'Abd al-Hamīd ibn Turk · 
Abd-al-Rahman Al Sufi · 
Abū al-Hasan ibn Alī al-Qalasādī · 
Abū Ishāq Ibrāhīm al-Zarqālī · 
Abū Kāmil Shujā ibn Aslam · 
Abu'l-Hasan al-Uqlidisi · 
Abul Wafa · 
Ahmed ibn Yusuf · 
Al-Biruni · 
Al-Chwarizmi · 
Al-Hajjāj ibn Yūsuf ibn Matar · 
Alhazen · 
Al-Jayyani · 
Al-Karaji · 
Al-Khazini · 
Al-Kindi · 
Al-Mahani · 
Al-Majrati · 
Al-Sijzi · 
Hunayn ibn Ishaq · 
Ibn al-Banna · 
Ibn Sahl · 
Ibn Tahir al-Baghdadi · 
Ibn Yahyā al-Maghribī al-Samaw'al · 
Ibrahim al-Fazari · 
Ibrahim ibn Sinan · 
Jabir ibn Aflah · 
Kushyar ibn Labban · 
Mohammed al-Fazari · 
Mohammed ibn Jābir al-Harrānī al-Battānī · 
Nasir al-Din al-Toesi · 
Sinan ibn Thabit · 
Thabit ibn Qurra · 
Ulug Bey · 
Yusuf al-Mu'taman ibn Hud